# 267 a.C.
Il 267 a.C. (CCLXVII a.C. in numeri romani) è un anno  del III secolo a.C.

## Eventi
- Si costituisce una coalizione di Ateniesi, Spartani e altri Greci, capeggiata da Cremonide, che avvia una ribellione contro Antigono II di Macedonia
- I Romani, nel corso della campagna militare contro Taranto, ottengono un successo contro i Sallentini e occupano la città messapica di Brindisi.

## Nati
- 25 dicembre - Berenice II, regina († 221 a.C.)